# الحرب الكارلية الأولى
الحرب الكارلية الأولى هي حرب أهلية جرت في إسبانيا في سنوات 1832 - 1840، بين الكارلين حلفاء المطالب بالعرش إنفانتي كارلوس الذين كانوا يطالبون بالرجعية الملكية والليبراليين المدافعين عن الرضيعة إيزابيلا الثانية وأمها الوصية على العرش ماريا كريستينا دي بوربون، والتى كان حكمها منقطع الاعتدال والذي انتهى بالتحول إلى الليبرالية من أجل الحصول على الدعم الشعبي.

## الخلفية التاريخية
كان الوضع السياسي في إسبانيا بداية القرن 19 معقدا للغاية ويصعب حله. خلال حرب شبه الجزيرة، التقى الكورتيس الإسباني في قادس ووضع دستور إسبانيا 1812 الذي عد في تلك المرحلة الأكثر ليبرالية وحداثة في العالم. ولكن عندما عاد فيرناندو السابع إلى إسبانيا بعد الحرب (1814) ألغى الدستور في بلنسية في بيان سمي بيان بلنسية فأصبح ملكا مطلقا يحكم بالمراسيم واستعاد محاكم التفتيش الإسبانية، وطرد جوزيف بونابرت شقيق نابليون.

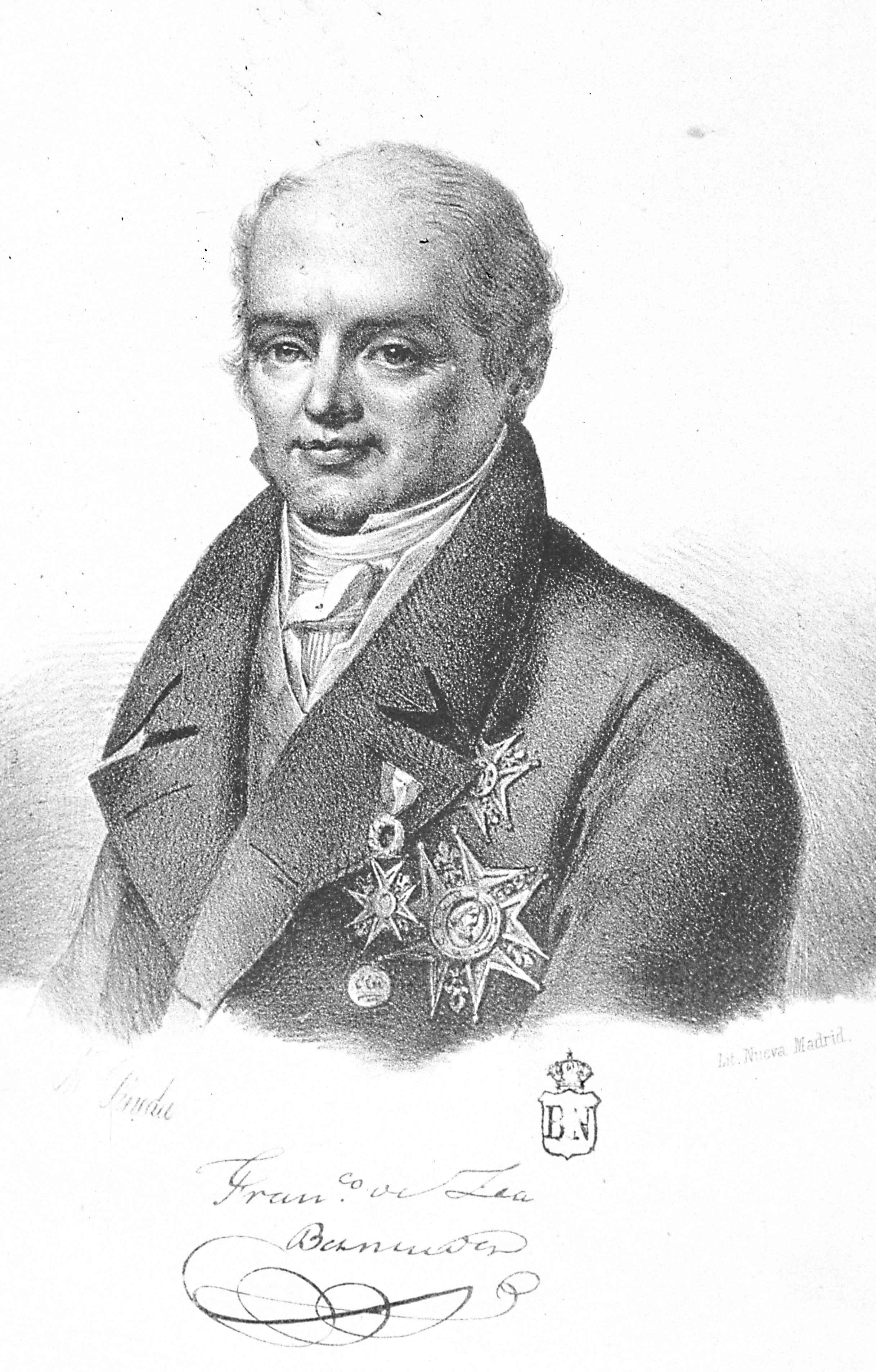
فرانسيسكو سيا برموديز وهو مسؤول مهم خلال «السنوات الليبرالية»، ترأس الحكومة الإسبانية في 1832-1834

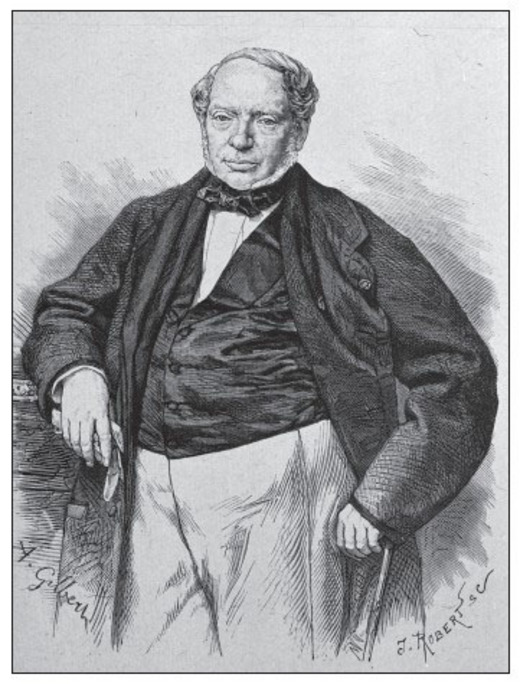
جيمس ماير دي روتشيلد، مؤسس الفرع الفرنسي لعائلة روتشيلد

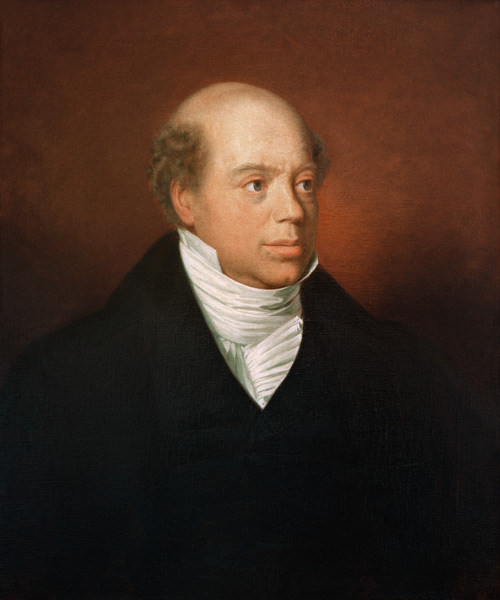
شارك ناثان روتشيلد وشقيقه جيمس بقوة في إسبانيا ووفرا منصة مالية مهمة للحكومات الاسبانية

حطمت معركة طرف الغار سنة 1805 البحرية الإسبانية، في حين أصابت الحرب في شبه الجزيرة الإسبانية المجتمع الإسباني الذي طغت عليه الحروب بالضرر الشديد بسبب النهب. وبدأت الإمبراطورية الإسبانية بالإنهيار. فتعثرت التجارة البحرية إلى الأمريكتين والفلبين، ومع استماتة الجيش الاسباني في الحفاظ على مستعمراته طالبت المكسيك بالاستقلال في 1821. فانخفضت عائدات العاصمة مدريد من المستعمرات إلى مستويات تاريخية، حتى أضحت الخزائن الملكية فارغة. وأصبح توفير التمويل (الملاءة المالية) والتجنيد في الجيش مصدر قلق كبير بالنسبة للتاج الأسباني، حيث أخفقت الحكومات في عهد الملك فيرناندو السابع في توفير الإستقرار والحلول الجديدة.
قرر الليبراليون التقدميون خلال حكم الثلاث سنوات الليبرالي (1820-1823) اللجوء إلى المقرضين الماليين الدوليين لمنع الانهيار الاقتصادي الذي تواجهه اسبانيا. فذهبوا إلى باريس ولندن حيث يوجد بها العديد من الليبراليين الذين فروا (كثير منهم ماسونيين) بعد عودة فيرناندو السابع إلى الحكم سنة 1814. فتفاوض الحكام الليبراليين في لندن وباريس مع الممولين ناثان روتشيلد وأخيه جيمس. الذين تمكنوا من انقاذ النظام الليبرالي الإسباني، كما دعمتهم بريطانيا العظمى في المرحلة الأخيرة، ليس بسبب قوة عقيدتها الليبرالية، ولكن لوجهة نظر راسخة لتأمين الديون الذي كانت مستحقة في السنوات الماضية.
وفي سنة 1823 تمكن التحالف الدولي الرجعي المسمى بالتحالف المقدس من إعادة فيرناندو السابع إلى العرش الإسباني، إلا أن الملك البوربوني رفض تحمل الدين الذي تكبده الحكام الليبراليون 1820-1823 مع أسرة روتشيلد في لندن وباريس. لذا أصبح الدين الليبرالي المعلق لأكثر من عقد من الزمان نقطة شائكة مستمرة لمفاوضي فيرناندو السابع مع هؤلاء الممولين خلال المحادثات للحصول على طلبات قروض جديدة.
وخارجا عن خلفية قضايا الإفلاس والملاءة المالية التي احتاجها فيرناندو السابع حتى نهاية حياته، فقد أصدر الملك عدة مراسيم براغماتية أعطت الأمل في حكم ليبرالي. فالملك فيرناندو السابع لم يكن له ابن من الذكور ولكن عنده ابنتين وهما إيزابيل (عرفت فيما بعد باسم إيزابيل الثانية) ولويزا فرناندا. لذلك فقد أصدر «مرسوما ملكيّا» في الـ 31 من مارس 1830، والذي كان قد صدّق عليه والده كارلوس الرابع في بدايات سنة 1789 ولكن لم يعلن عنه حتى ذلك الحين. سمح هذا المرسوم بخلافة العرش الإسبانيّ للورثة الإناث وذلك في حالة عدم توفّر ورثة ذكور. أدّى إقرار ذلك المرسوم إلى إبعاد أخاه الدون كارلوس عن خلافة العرش ومنحه لإبنته إيزابيل. فضغط هو وأتباعه، مثل وزير العدل فرانسيسكو تاديو كالومارد، على فيرناندو لتغيير رأيه. ولكن فرديناند المفجوع حافظ على قراره وعندما مات في 29 سبتمبر 1833، أضحت إيزابيل الملكة الشرعية. ولأنها كانت طفلة لذلك تم تعيين والدتها الملكة ماريا كريستينا دي بوربون وصية على العرش.
لم يتقبل الحزب الإستبدادي القوي خسارة موقعه. فقد كان أعضاءه يعرفون أن الوصية ماريا كريستينا ستقوم بإصلاحات ليبرالية، لذلك بحثوا عن مرشح آخر للعرش؛ وكان اختيارهم الطبيعي على خلفية قانون ساليك هو كارلوس شقيق الملك فيرناندو. وقد مهد اختلاف وجهات النظر حول تأثير الجيش والكنيسة في الحكم بالإضافة إلى الإصلاحات الإدارية المقبلة لطرد المحافظين المتطرفين (الموالين للإستبداد والمؤيدين كارلوس) من الدوائر الحكومية العليا وفتحها لمعظم التقدميين.
استهلت حكومة فرانسيسكو سيا برموديز المركزية (أكتوبر 1832 - يناير 1834) بفترة من الانفتاح وعودة الكثير من المنفيين إلى إسبانيا من لندن وباريس مثل خوان الباريث مينديثابال (من مواليد منديز بالمكسيك). وتبع صعود برموديز تعاون أوثق وتفاهم مع أسرة روتشيلد، والذين بدورهم شجعوا بقوة إصلاحات وتحرير النظام -أي الحكم الليبرالي الجديد- وإدماج إسبانيا في النظام المالي الأوروبي. ولكن مع خزائن الدولة الفارغة مرة أخرى، وأجواء وشيكة للحرب، وقضية قرض الحكم الليبرالي السابق مع روتشيلد لم يحل بعد، مما سهل سقوط حكومة سيا برموديز.
لمواجهة حرب اندلعت في إقليم الباسك وقبل أن تخرج الأمور عن السيطرة، اتصل مبعوث حكومة ماريا كريستينا بمصرفيي لندن لفتح خط ائتمان مع المالية الإسبانية (وبالتالي دفع القسط التالي للدين الخارجي المستحق في يوليو 1834 والحصول على ائتمان جديد)، وأيضا اتصل بالحكومة البريطانية للحصول على دعم سياسي. وقد مهد اتفاق ناثان وجيمس روتشيلد مع المبعوث للحصول على قرض بقيمة 500 ألف جنيه إلى إسبانيا الطريق إلى إنشاء التحالف الرباعي الذي اختتم بالحماية البريطانية والفرنسية للحكومة الإسبانية، بما في ذلك العمليات العسكرية (أبريل 1834).

وقد قال أحد المؤرخين:إن الحرب الكارلية الأولى لم تجر بالأساس بسبب مطالبة الدون كارلوس القانونية، ولكن لأن السبب العاطفي له دور كبير، وقد فضل جزء الشعب الاسباني العودة إلى نوع من الملكية المطلقة التي شعروا أنها ستحمي إمتيازاتهم الخاصة (fueros) والإمتيازات الإقليمية والمحافظة الدينية.
أنهت مراسيم نويفا بلانتا في القرن 18 الاستقلال الذاتي لكل من أراغون وبلنسية وكاتالونيا فأنشأت بموجبها الدولة الإسبانية المركزية. ففي بلاد الباسك الجنوبية تم الطعن في وضع المملكة في نافارا والوضع المنفصل لألافا وبسكاي وغيبوثكوا سنة 1833 خلال التقسيم الإقليمي للحكومة المركزية الإقليمي. وكان الاستياء قويا بسبب التدخل المتزايد لمدريد (مثل محاولات الاستيلاء على مناجم بيسكايان في عام 1826) وفقدان الحكم الذاتي.

## أسباب دعم الباسك للكارليين

مناطق تحت السيطرة الكارلية العسكرية (البرتقالي الداكن) والمناطق التي بها دعم شعبي (برتقالي فاتح)

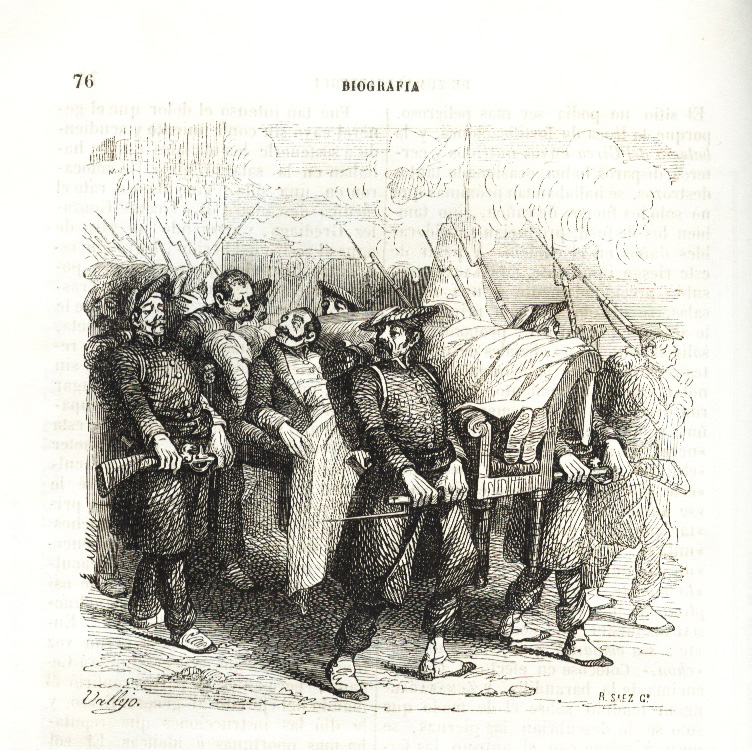
زومالاكاريغي محمولا على نقالة بعد اصابته بجرح (1835)

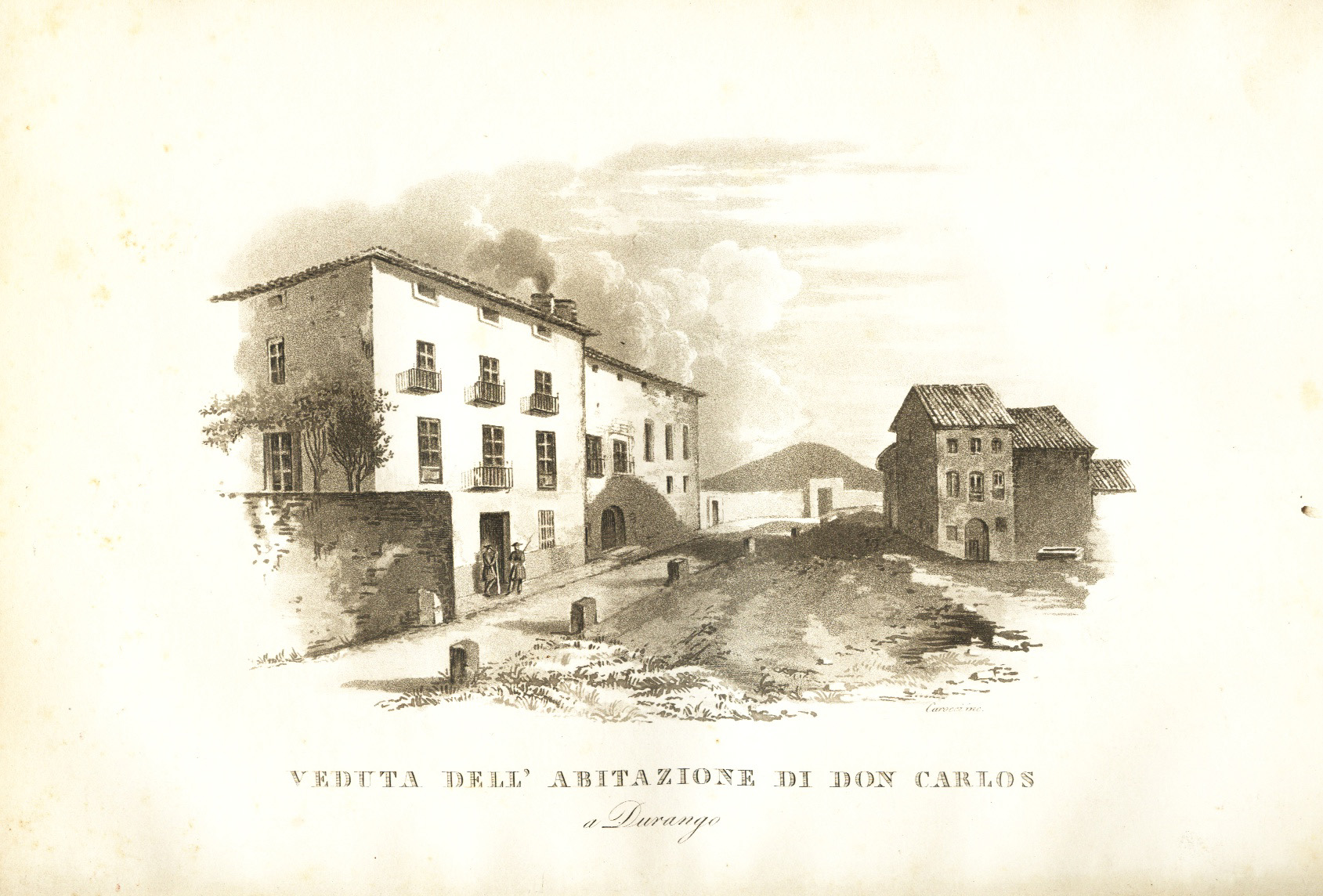
مقر الدون كارلوس في دورانغو 1837

في تلك الفترة أراد الحكام الاسبان إلغاء امتيازات الباسك ونقل الحدود الجمركية إلى جبال البرانس. فمنذ القرن 18 أضحت الطبقة الناشئة الجديدة لها مصلحة في إضعاف نبلاء الباسك الأقوياء وتأثيرهم التجاري، ومن ضمنها التوسع في جميع أنحاء العالم بمساعدة الرهبنة اليسوعية.
وجد الملك فيرناندو السابع قاعدة دعم هامة في إقليم الباسك. فدستور قادس 1812 قمع الحكم الباسكي في بلادهم متحدثا عن أمة إسبانية موحدة ورفض وجود شعب الباسك، وبالتالي حصل الملك الاسباني الجديد على تأييد الباسك طالما أنه يحترم الإطار المؤسسي والقانوني للباسك.
أمضى بعض الكتاب الإنجليز في الباسك فترة الحرب مما جعلهم شهود عيان لما جرى في ذلك الوقت. فلم يخفوا تعاطفهم مع قضية الدون كارلوس التي اعتبروها تمثل قضية حكم الباسك. وعلى النقيض من ذلك فإن الدبلوماسي الإنكليزي جون فرانسيس بيكون الذي عاش في بلباو المحررة خلال استلام الكارليين للمدينة (1835)، فقد أثنى على حكومة الباسك إلا أنه لم يستطع اخفاء عداءه تجاه الكارليين الذين اعتبرهم «وحوش». وذهب إلى الاعتراض على نهج مواطني الباسك، وأكد بعدم وجود أي علاقة للقضية الكارلية للدفاع عن الحريات في الباسك، واعتبر أن المدعي الدون كارلوس سينسى سريعا قضية الباسك وربما يقمعهم بمجرد وصوله عرش اسبانيا. كما اعتبر أن الحكومات الليبرالية مثل الحكومة التي تقودها إيزابيل الثاني أكثر ميلا لاحترام حريات الباسك.
وعلى غرار ما ذكره جون آدمز قبل 60 عاما، فقد اعتبر جون ف. بيكون في كتابه (ست سنوات في الباسك... 1838) أن الباسك الذين يعيشون في شمال نهر إيبرو هم مواطنين أحرار، مقارنة بالإسبان الذين يرونهم «مجرد قطيع» عرضة لسوء المعاملة من أسيادهم. وبالنسبة إلى إدوارد ب. ستيفنس، فقد كان الباسك يقاتلون طلبا لشرعيتهم الخاصة وحريتهم العملية وحقوق سيادتهم وأسسهم الدستورية الخاصة. وتميزت قاعدة الحكم الباسكي وطابعها الجمهوري أيضا من قبل مؤلفين آخرين، مثل وينتورث وبستر. وقد قدم سيدني كروكر وبلي باركر (1839) نظرة أعمق إلى الباسكيين وعلاقتهما بالإسبان خلال هذه الفترة قائلين:
اختلفت مصالح الليبراليين الباسك. فمن ناحية كانت سهولة وسلاسة التجارة عبر البرانس مع مناطق الباسك الأخرى وفرنسا ذات مردود عالي، بالإضافة إلى عدم تقييد المعاملات الخارجية عبر البحار. وكان الأول قويا خاصة في نافار حتى ظهور الثورة الفرنسية حيث ألغى تنظيم فرنسا الداخلي الجديد (1790) الوضع القانوني والمالي المنفصل لمناطق الباسك الفرنسية. وبالرغم من تلك الصعوبات إلا أن التجارة غير المباشرة قد استمرت خلال فترة من عدم اليقين السائدة في إطار الاتفاقية الفرنسية، وحرب البرانس (1793-1795) وحكم مانويل جودوي ثم حرب شبه الجزيرة. وفي نهاية المطاف أتت هزيمة نابليون التي جعلت النشاط التجاري عبر الحدود بعد 1813 تكافح للانطلاق من جديد.
تأثرت التجارة الخارجية بشكل كبير بنهاية شركة غيبوسكوان كراكاس (1785)، وهزيمة فرنسا وإسبانيا في معركة ترافلجار (1805) وحروب استقلال أمريكا الإسبانية وتدمير سان سيباستيان (1813)، ثم أتى تفكك شركة الفلبين الملكية (1814). وبحلول عام 1826 ذهب كل أسطول إسبانيا الذي بني أواخر القرن 18 (بما في ذلك الأسطول الباسكي) مع ملاحيها الباسك الشهيرين لصالح الإمبراطورية البريطانية ومعها خبرة الأطلسي منذ اسبانيا المستنيرة.
وبالرغم من إيديولوجية الليبراليين الباسك إلا أنهم يؤيدون بالمطلق الحكم الذاتي، فالباسك يغصون من الظروف والعادات المذكورة أعلاه على نهر إيبرو بسبب الرسوم العالية المفروضة عليهم من الحكومات الإسبانية المتعاقبة منذ 1776. فالعديد من الليبراليين الباسك دافعوا عن نقل الجمرك من إيبرو إلى جبال البرانس وتشجيع السوق الإسبانية.
بعد وفاة فيرناندو السابع في 1833 وأعلان القاصر إيزابيل الثانية ملكة، مع وصاية أمها ماريا كريستينا عليها إلى البلوغ. وفي نوفمبر، قامت حكومة مدريد الجديدة بوضع تشريع إسباني جديد أدى ذلك إلى تجانس الإدارة الإسبانية وفقا للمقاطعات وإلغاء مؤسسات الباسك بالكامل. أصابت مناطق الباسك الغضب وعدم الثقة.

## الخصوم

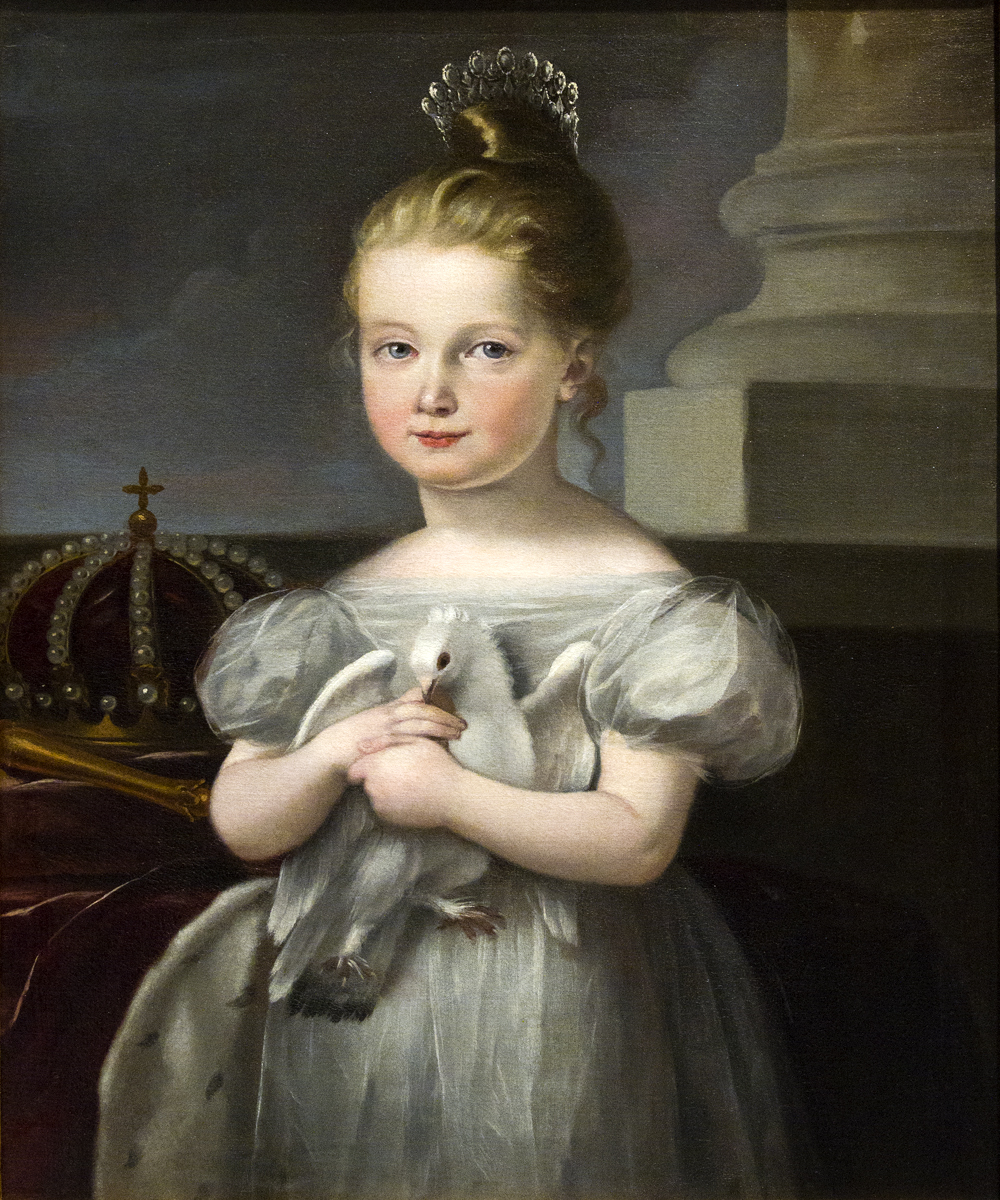
إيزابيل الثانية

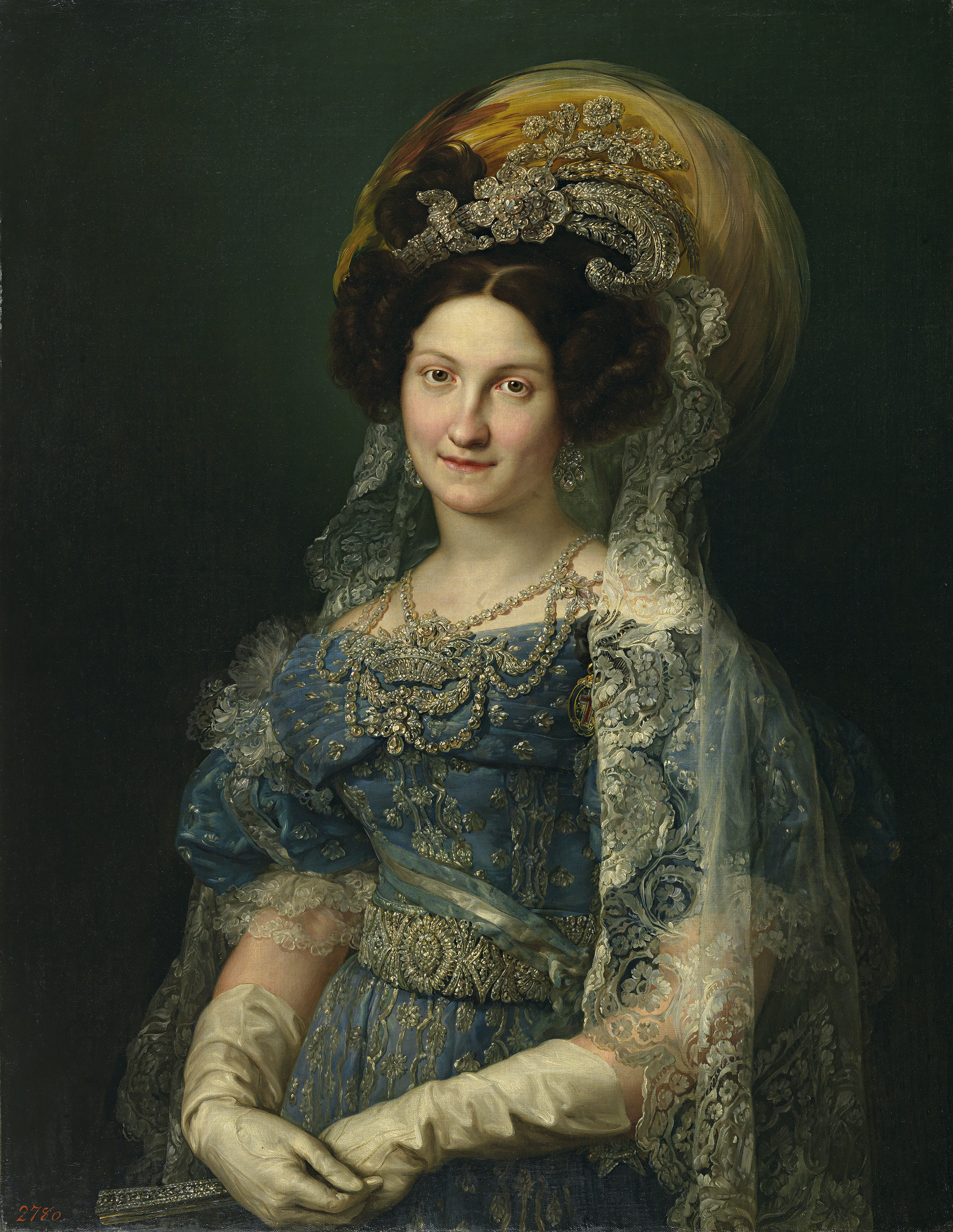
ماريا كريستينا دي بوربون

وقف سكان مقاطعات الباسك الغربية (أطلق عليهم مجازا اسم «الباسكيين») ونافارا مع كارلوس لأنه قريب منهم إيديولوجيا، والأهم من ذلك أنه كان مستعدا لدعم مؤسسات الباسك وقوانينها. يدعي بعض المؤرخين أن دعم بلاد الباسك للقضية الكارلية كان سببه تأييده للإمتيازات الباسكية، بينما أكد آخرين أنه لا يمكن افتراض أي ارتباط بظهور القومية الباسكية. واعتقد الكثير من أنصار قضية الكارلية أن القاعدة التقليدية ستحترم بشكل أفضل المؤسسات والقوانين الخاصة بالمنطقة القديمة التي أنشئت بموجب الحقوق التاريخية. وكان جمرك نافار وبقية مقاطعات الباسك على نهر إيبرو. وكانت التجارة قوية مع فرنسا (وخاصة في نافار) وعبر البحار حتى حرب شبه الجزيرة (1813)، ولكن الحصول على ذلك كان بطيئا بعدها.
ومن الأسباب الهامة الأخرى للتعبئة الهائلة لمقاطعات الباسك الغربية ونافار للقضية الكارلية هو التأثير الهائل لرجال الدين في المجتمع الباسكي، الذين لا يزالون يخاطبونهم بلغتهم الباسكية، على عكس ماهو في المدارس والإدارة والمؤسسات التي وقد فرضت عليهم اللغة الإسبانية. وبعد حرب البرانس سحقت السلطة الإسبانية الطبقة الليبرالية الباسكية المؤيدة للإمتيازات تحت تأثير التنوير -بالبداية كان لها بعض الولاء لفرنسا- قد كانت على استعداد للاستقلال من إسبانيا في (سان سيباستيان وبنبلونة وغيرهما.). ومنذ ذلك الحين كان أقوى المتحمسين للقوانين الخاصة بالمنطقة هم رجال الدين القرويون والنبلاء والطبقة الدنيا المناهضة لأصحاب الفكر الليبرالي الجديد المستورد من فرنسا.

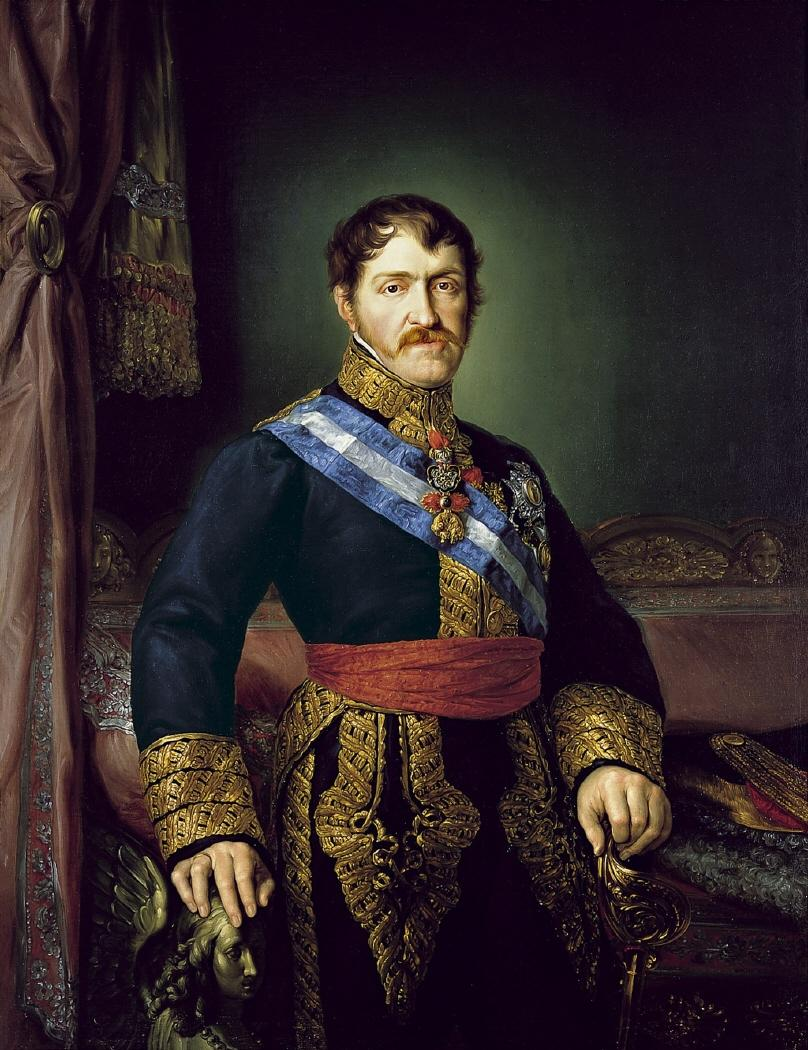
الدون كارلوس دي بوربون

وفي ذلك الوقت رأى الناس في كاتالونيا وأراغون الفرصة لاستعادة امتيازاتهم التي فقدوها بعد حرب الخلافة الإسبانية عندما هزم فيليب الخامس الجيوش التي قاتلت مع أرشدوق كارل النمساوي المرشح الآخر للعرش بعد وفاة كارلوس الثاني. ولم يتناول كارلوس أبدا مسألة تلك الإمتيازات.
وعلى الجانب الآخر انضم الليبراليين والمعتدلين لدعم ماريا كريستينا دي بوربون وابنتها إيزابيل حيث كانوا يفرضون سيطرتهم على المؤسسات الكبرى في البلد ومعظم الجيش وجميع المدن الكبرى بينما يدعم الريف الكارليين. وقد تلقى الليبراليون الدعم من المملكة المتحدة والبرتغال بعد 1834 ومن فرنسا في شكل قروض وأيضا بقوات عسكرية. فأرسل البريطانيون فرق (المساعدة البريطانية) وهي مكونة من مجموعة من المتطوعين تحت قيادة الجنرال جورج لاس إيفانز بينما الملكية البحرية كانت تؤدى أعمال الغلق. وأرسل البرتغاليين مساعدة شعبة من الجيش النظامي تحت قيادة الجنرال كونت داس أنتاس، وأرسل الفرنسيون الفيلق الأجنبي الفرنسي بالإضافة إلى التعاون في ضبط الحدود والسواحل الإسبانية. وكان الليبراليون لديهم القوة الكافية لكسب الحرب في غضون شهرين. ولكن ضعف الحكومة وانتشار القوات الكارلية أعطت كارلوس الوقت لتعزيز قواته والبقاء فترة سبع سنوات في المقاطعات الشمالية والشرقية.
وقد كتب بول جونسون:"بدأ كل من الملكيين والليبراليين في باستمالة أتباع محليين أقوياء، وكان هدفهم إطالة أمد الحرب لصالحهم خلال فترات هادئة خادعة، حتى انفجرت الحرب الأهلية التي لا ترحم في 1936-1939.

## المتحاربون

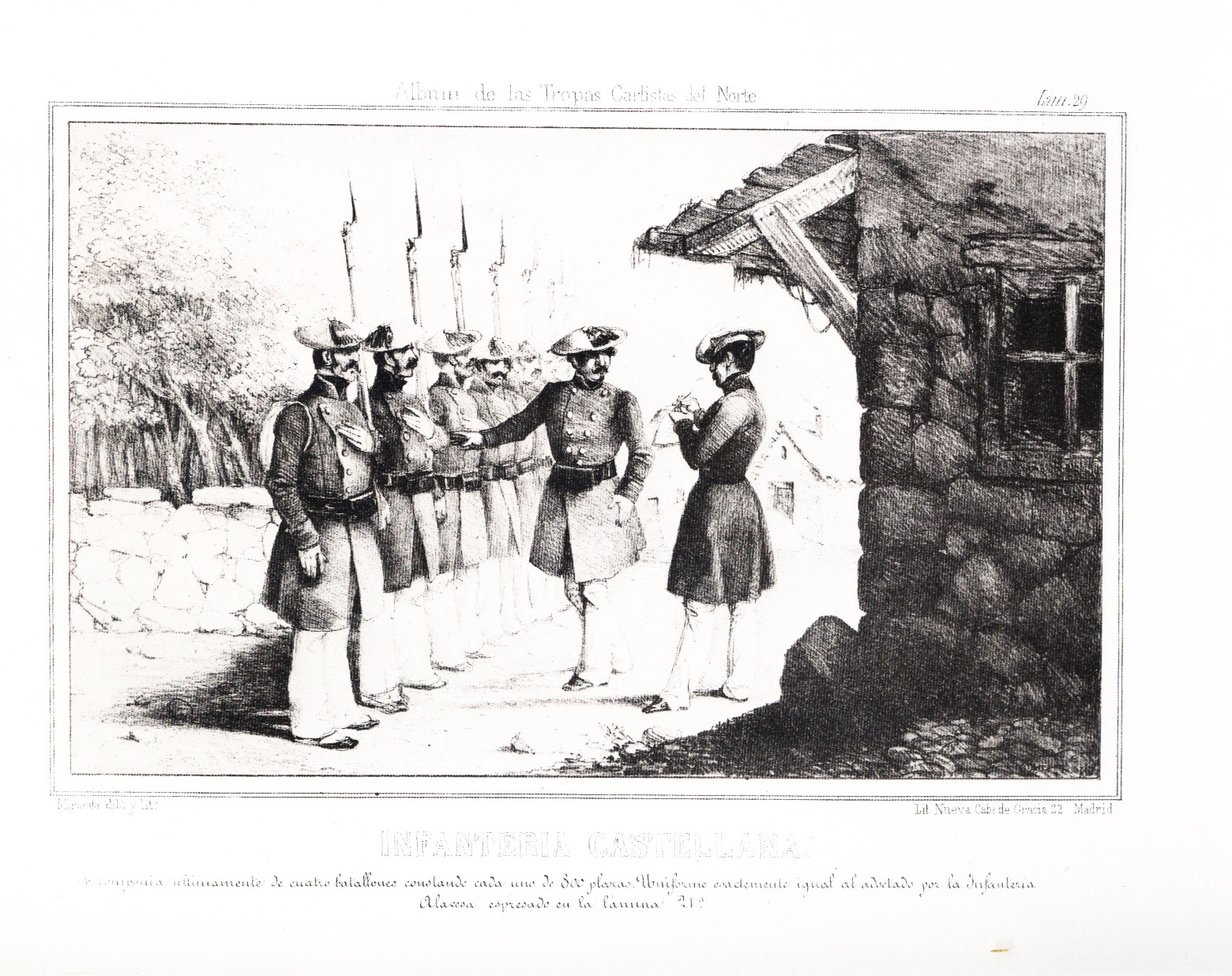
القوات الكارلية

وقد شكل كلا الجانبين قوات خاصة خلال الحرب. فالجانب الليبرالي أسس وحدات الباسك المتطوعين المعروفة باسم Chapelgorris أو القبعات الحمراء، أما توماس دي زومالاكاريغي قائد الجيش الكارلي فقد أسس وحدات خاصة سميت Aduaneros متخصصة بالجمرك. كما شكل زومالاكاريغوي الوحدة المعروفة باسم Guías de Navarra من القوات الليبرالية من لامانشا وبلنسية والأندلس وغيرها من الأماكن التي كانوا قد أسروا في معركة ألساسوا (1834). وبعد هذه المعركة واجهوا خيار إما الانضمام إلى القوات الكارلية أو الإعدام.
جذبت الحرب مغامرين مستقلين مثل البريطاني تشارلز هننغسن الذي كان مسؤول الحرس الشخصي ل زومالاكاريغي (ثم أصبح كاتب سيرته الذاتية). وحارب نحو 250 متطوعا أجنبيا مع الكارليين ومعظمهم من الملكيين الفرنسيين، ثم انضم إليهم أيضا متطوعين من البرتغال وبريطانيا وبلجيكا وبيدمونت والولايات الألمانية. وبعضهم شارك في الغزو الفرنسي للجزائر والحرب الأهلية السويسرية. وقد كتب معظمهم بعدها مذكرات تتعلق بالحرب.

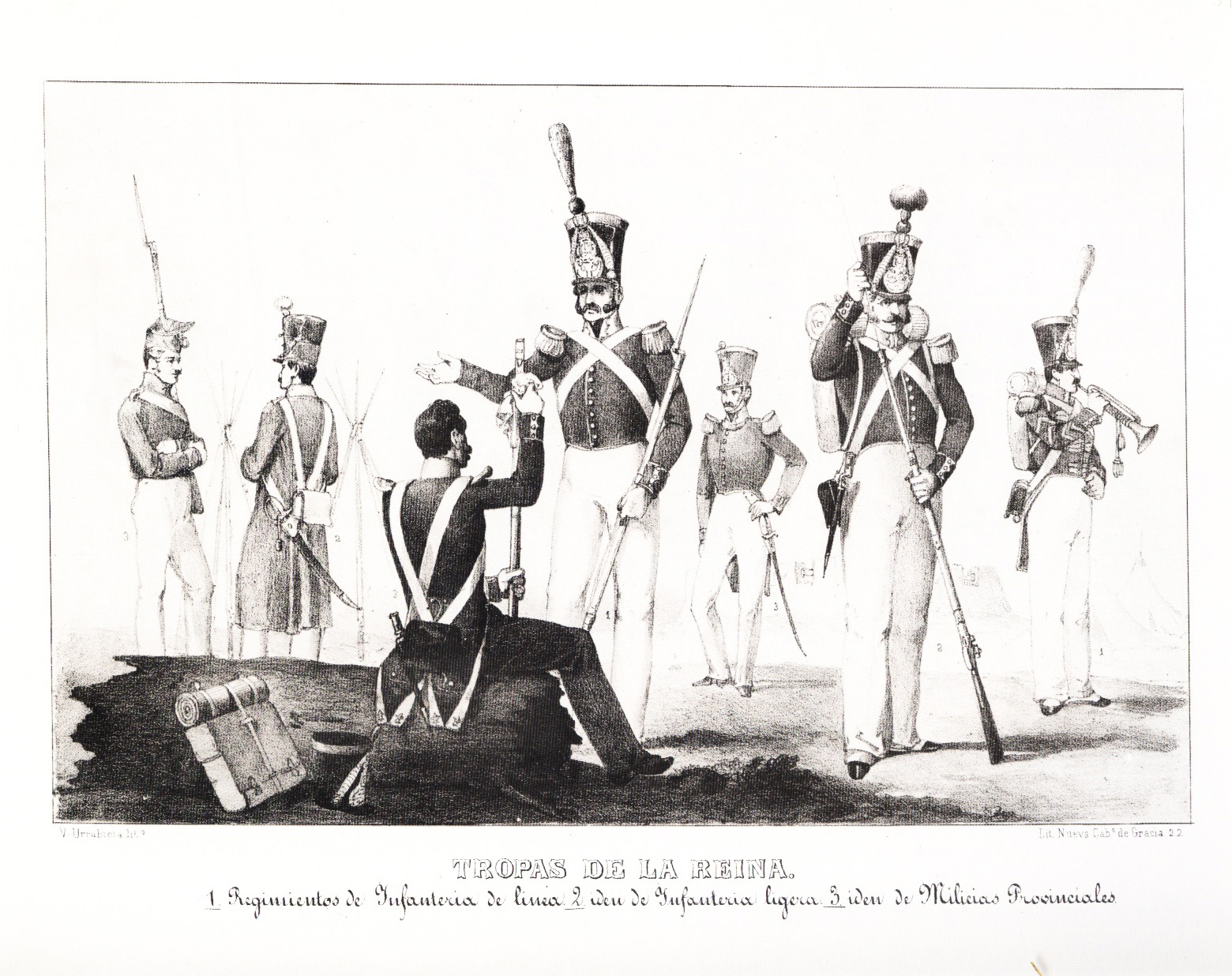
القوات الليبرالية

شارك الكثير من الجنرالات الليبراليون في حرب شبه الجزيرة وحروب الاستقلال في أمريكا الجنوبية. على سبيل المثال شارك جيرونيمو فالديس في معركة أياكوتشو (1824).
كما قام الجانبان بإعدام أسرى الحرب بالإعدام رميا بالرصاص. ووقعت أكثر الحوادث دموية في هيريديا، حيث أعدم 118 سجينا ليبراليا بأمر من زومالاكاريغوي. بعدها تدخلت بريطانيا فتم التوقيع على اتفاقية اللورد إليوت في 27-28 أبريل 1835. وكان لها آثار إيجابية حيث أصبح معاملة سجناء حرب الكارلية بعدها منظمة. وكتب جندي من الفيلق البريطاني:
ومع ذلك فقد كتب هنري بيل وهو معاصر آخر: أنه على الرغم من أنه "تم الاتفاق على تبادل السجناء الحرب من كلا الجانبين وفقا لقواعد الحرب العادية، إلا أنه لم تمر سوى بضعة أشهر فقط حتى بدءا كليهما بممارسة الهمجية مع عدم الرحمة كما في السابق."

## الحرب في الجبهة الشمالية

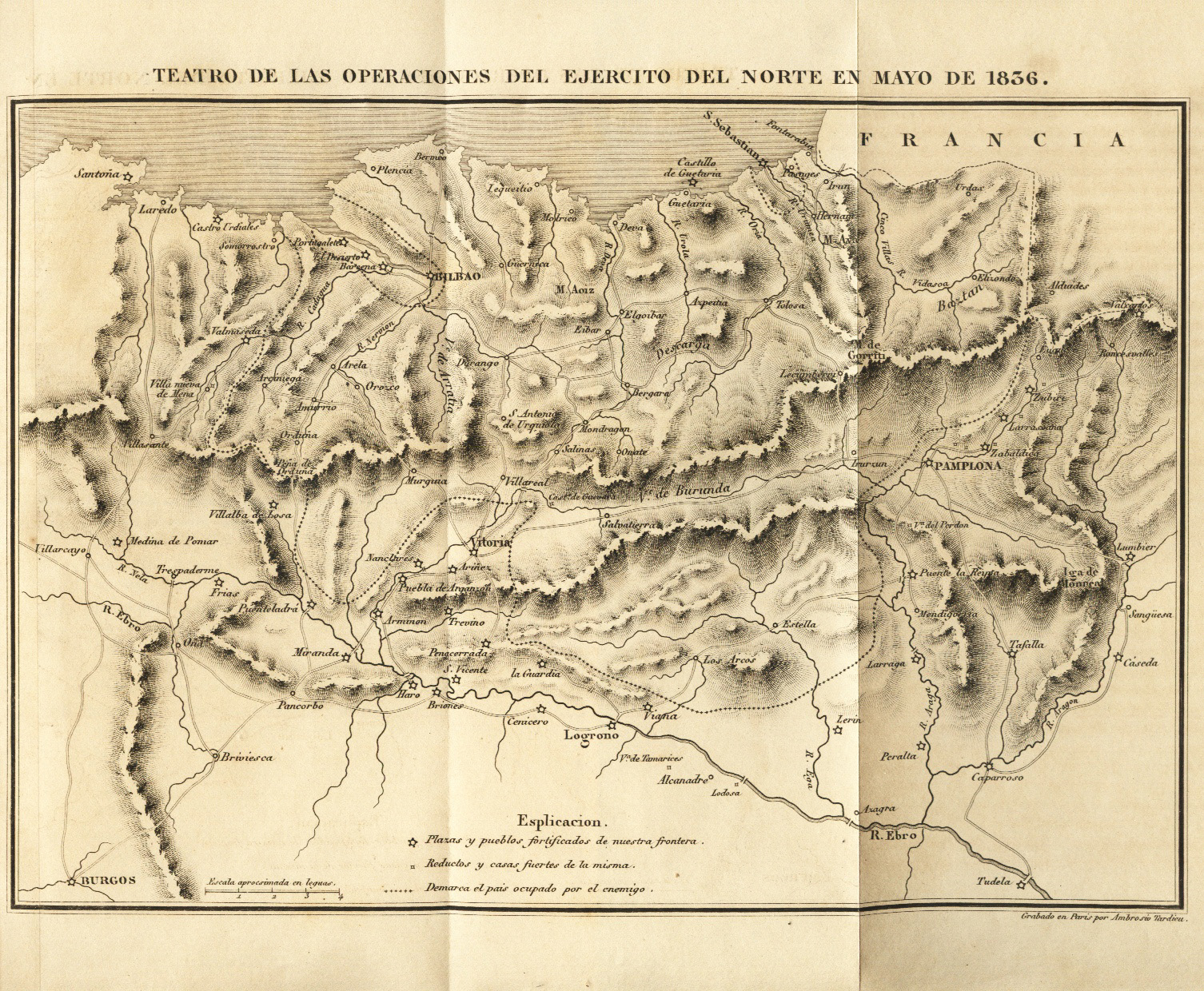
مسرح عمليات الجش الليبرالي في الشمال، مايو 1836

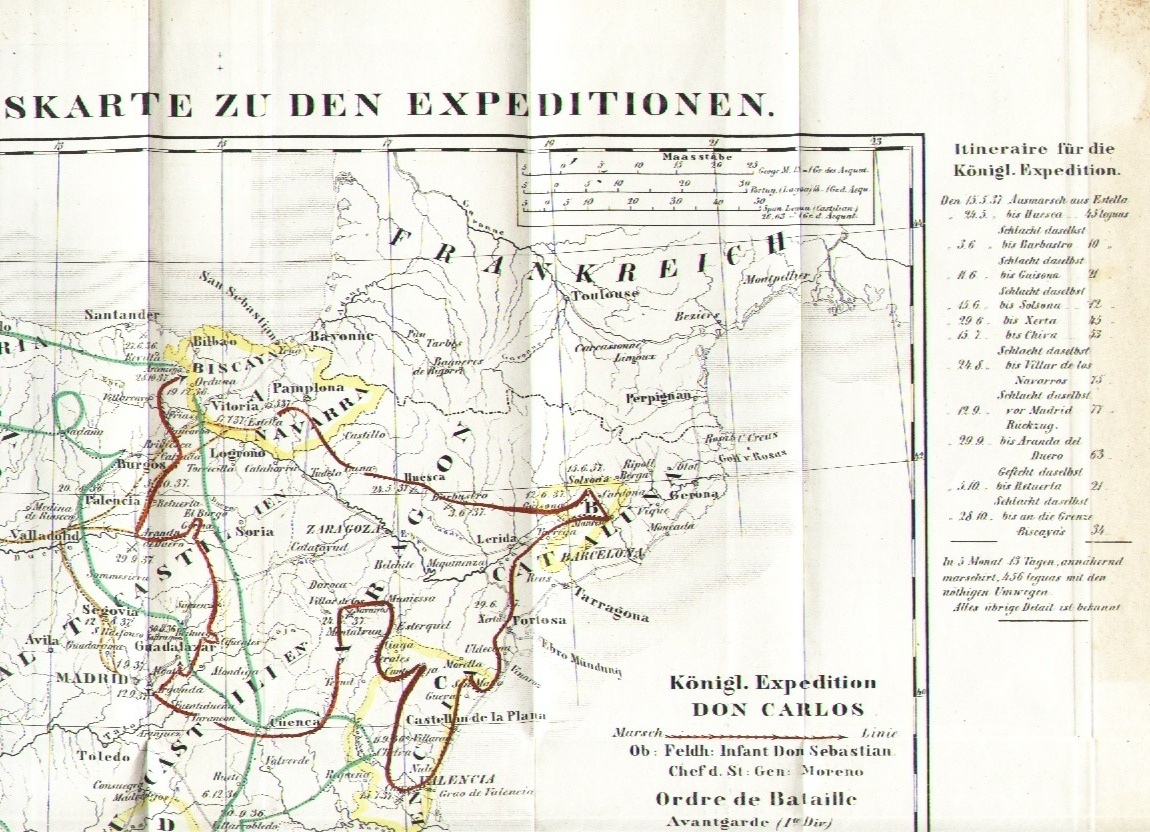
خريطة توضح انتفاضة الكارليين في الباسك وكتالونيا وبلنسية، وكذلك البعثات العسكرية في شمال شرق اسبانيا.

كانت الحرب طويلة وشاقة، حقق فيها الجيش الكارلي (أو «جيش الباسك» كما أسماه البعض) انتصارات هامة في الشمال بإشراف الجنرال اللامع توماس دي زومالاكاريغي. أدى القائد الباسكي اليمين الدستورية لنيل امتيازات حكم نافار، بعد ذلك أصبح القائد العام لنافار. وحذت حكومات الباسك الإقليمية في بيسكاي وألافا وغيبوثكوا حذوها بالتعهد بطاعة زومالاكاريغي. فأخذ جنوده إلى غابات أميسكواس (أصبحت بعدها مقر الكارليين، بجانب إستيلا-ليزارا)، وهناك تمكن جعل نفسه قويا بما يكفي ليتجنب مضايقات القوات الاسبانية الموالية لماريا كريستينا (إيزابيل الثانية). وقد قدم إليه 3000 متطوع من دون موارد لدعم قواته.
وفي صيف 1834 اشعلت القوات الليبرالية (الإيزابيلية) النار في مزار أرانتزازو ودير بيرا، في حين أظهر زومالاكاريغي أصعب جانب له عندما أعدم المتطوعون الذين رفضوا التقدم نحو إتكساري أراناتز. فهاجم فرسان الجيش الكارلي وهزموا في فيانا جيشا أُرسل من مدريد (14 سبتمبر 1834)، في حين نزلت قواته من جبال الباسك إلى السهول ألافا (فيتوريا)، فتغلب على الجنرال مانويل أودويل. حاول الجنرال المخضرم إسبوز ي مينا وهو قائد نافاري ليبرالي أن يكون كالإسفين بين قوات الكارلية الشمالية والجنوبية، ولكن جيش زومالاكاريغي تمكن من ابعاده (أواخر 1834).
استطاع الكارليون في يناير 1835 من الإستيلاء على بازتان في عملية خاطفة حيث نجا الجنرال إسبوزي مينا من الأسر بصعوبة. بحلول مايو 1835 تمكن الكارليون من الإستيلاء على كل من غيبوثكوا وسينيوري في بيسكاي. ولكن الطامة أتت عندما عارض الدون كارلوس مستشاريه وخطة زومالاكاريغي وقرر الإستيلاء على بيلباو التي هي تحت حماية البحرية البريطانية. إن أصبحت تلك المدينة الهامة في سلطته فإن البنوك البروسية و القيصرية الروسية ستوليه الأولوية بإعطائه القروض لكسب الحرب؛ وكان نقص المال هي أهم مشاكل كارلوس.
وفي حصار بلباو أصيب زومالاكاريغي في ساقه برصاصة طائشة. لم يكن الجرح خطيرا حيث عالجه عدد من الأطباء المعروفين باسم Petrikillo (وتعني في الوقت الحاضر بالباسكية  «الدجال» أو «المعالج المراوغ»). وكانت العلاقة بين الدون كارلوس وقائد جيشه على الأقل متباعدة؛ ليس فقط في الاختلاف في إستراتيجية الفعالة، ولكن كان بإمكان شعبية زومالاكاريغوي أن تقوض صورة وسلطة كارلوس. فقد عرض على الجنرال زومالاكاريغي في المراحل الأولى من الحرب تاج نافار وسيادة بسكاي بحيث يصبح ملك الباسك. لم تلتئم الإصابة بشكل صحيح حيث توفي الجنرال زومالاكاريغوي في 25 يونيو 1835. ويعتقد كثير من المؤرخين أن ظروف وفاته كانت مشبوهة، ولاحظوا أن للجنرال العديد من الأعداء في البلاط الكارلي؛ ومع ذلك لم يتم حتى الآن تسليط الضوء على تلك النقطة.
أما في المسرح الأوروبي فقد دعمت جميع القوى العظمى جيش إيزابيلا، كما ذكر العديد من المراقبين البريطانيين في تقاريرهم. وفي ذات الوقت نرى في الشرق أن الجنرال الكارلي رامون كابريرا قد اتخذ قرار المبادرة في الحرب، ولكن قواته كانت قليلة جدا لتحقيق انتصار حاسم على القوات الليبرالية الموالية لمدريد. وفي 1837 توجت الجهود الكارلية في حملة ملكية وصلت إلى جدران مدريد، لكنها تراجعت بعد معركة أرانزويك.

## الحرب في الجبهة الجنوبية
في الجنوب تعاون رامون كابريرا مع غوميز داماس في حملة الأندلس حيث احتل قرطبة وإكستريمادورا بعد هزيمة الليبراليين، ولكنه تراجع بعد هزيمته في فيلاروبليدو في 1836. وبعدها حاول الجنرال داماس تقوية موقف الجيش الكارلي هناك، فغادر رندة في 18 نوفمبر 1836 ودخل الجزيرة الخضراء في 22 نوفمبر. ولكن بعد مغادرته الجزيرة تعرض لهزيمة أمام رامون ماريا نارفيز في معركة ماجاسيتي. وقد ذكر أحد الكتاب الإنجليز أنه «مجازا فقد أنقذ [نارفايز] أندلوسيا من غزو كارلي سريع وقوي ولكن مدمر. لن تطمس بسهولة من ذاكرة المقاطعات الجنوبية».
وتمكن القائد الليبرالي ديجو دي ليون في أركوس ديلا فرونتيرا ومعه سريته المكونة من 70 سلاح الفرسان من احتجاز قائد كارلي حتى وصلته التعزيزات.

## نهاية الحرب

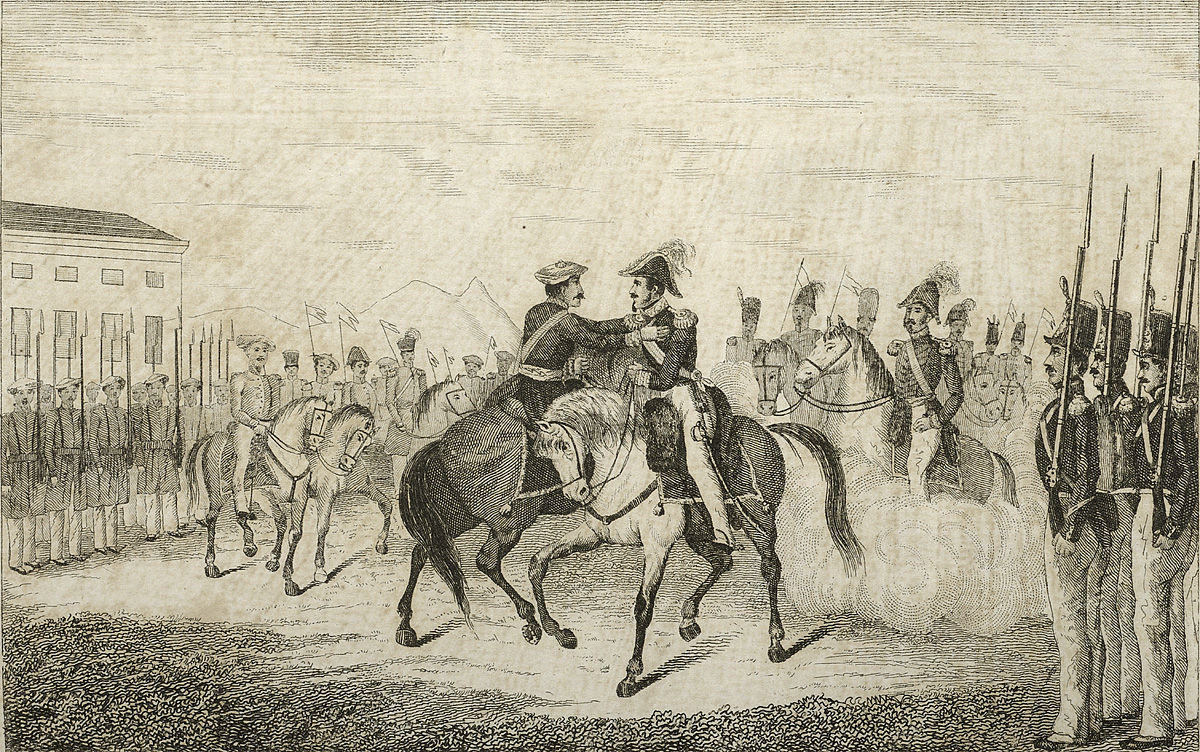
انهى عناق فيرغارا الحرب الكارلية الأولى في مقاطعة الباسك (1839)

بعد وفاة زومالاكاريغي سنة 1835 استعاد الليبراليون زمام المبادرة ولكن ببطء، حيث لم يتمكنوا من انهاء الحرب في مناطق الباسك إلى سنة 1839. فشلوا في استعادة قلعة كارلية في موريلا وعانوا أيضا من هزيمة في معركة مايلا (1838) .
تسببت تلك الحروب بخسائر باهظة في اقتصاد الباسك والموارد الإقليمية العامة. والسكان الذين هزهم عدد لا يحصى من معارك تلك الحروب - الخسائر البشرية والفقر والمرض والتعب مع طموحات كارلوس التي لاتنتهي وتجاهل الحكم الذاتى-. وتفاوض الباسكي المعتدل خوسيه أنطونيو موناغوري اعتبارا من 1838 لصنع معاهدة في مدريد لوضع حد للحرب («سلام وامتيازات») مما أدى إلى اتفاقية فيرغارا، التي صادق عليها الليبرالي الباسكي المعتدل والكارليين الساخطين في جميع المدن الرئيسية والريف.
انتهت الحرب في بلاد الباسك باتفاقية فيرغارا والتي عرفت أيضا باسم («عناق برغارا» برغارا بالباسكية (بالإسبانية: Abrazo de Bergara))  في 31 أغسطس 1839 بين الجنرال الليبرالي بالدوميرو إسبارتيرو، كونت لوشانا والجنرال الكارلي رافائيل ماروتو. ويعتقد بعض الكتاب أن الجنرال ماروتو كان خائنا حيث أجبر كارلوس على قبول السلام مع قلة الإهتمام على الحالة الدقيقة لإقليم الباسك.
وفي الشرق استمر الجنرال كابريرا في الحرب، ولكن عندما غزا إسبارتيرو موريلا كان كابريرا في كاتالونيا (30 مايو 1840) اعتبر مصير الكارليين منتهيا. حيث فتقدم إسبارتيرو إلى بيرغا مما أجبر القوات الكارلية على الفرار إلى فرنسا في منتصف يوليو 1840. وقد عاد كابريرا إلى البرتغال في سنة 1848 للحرب كارلية الثانية. أما اسبارتيرو فقد عد بطلا قوميا.

## النتائج

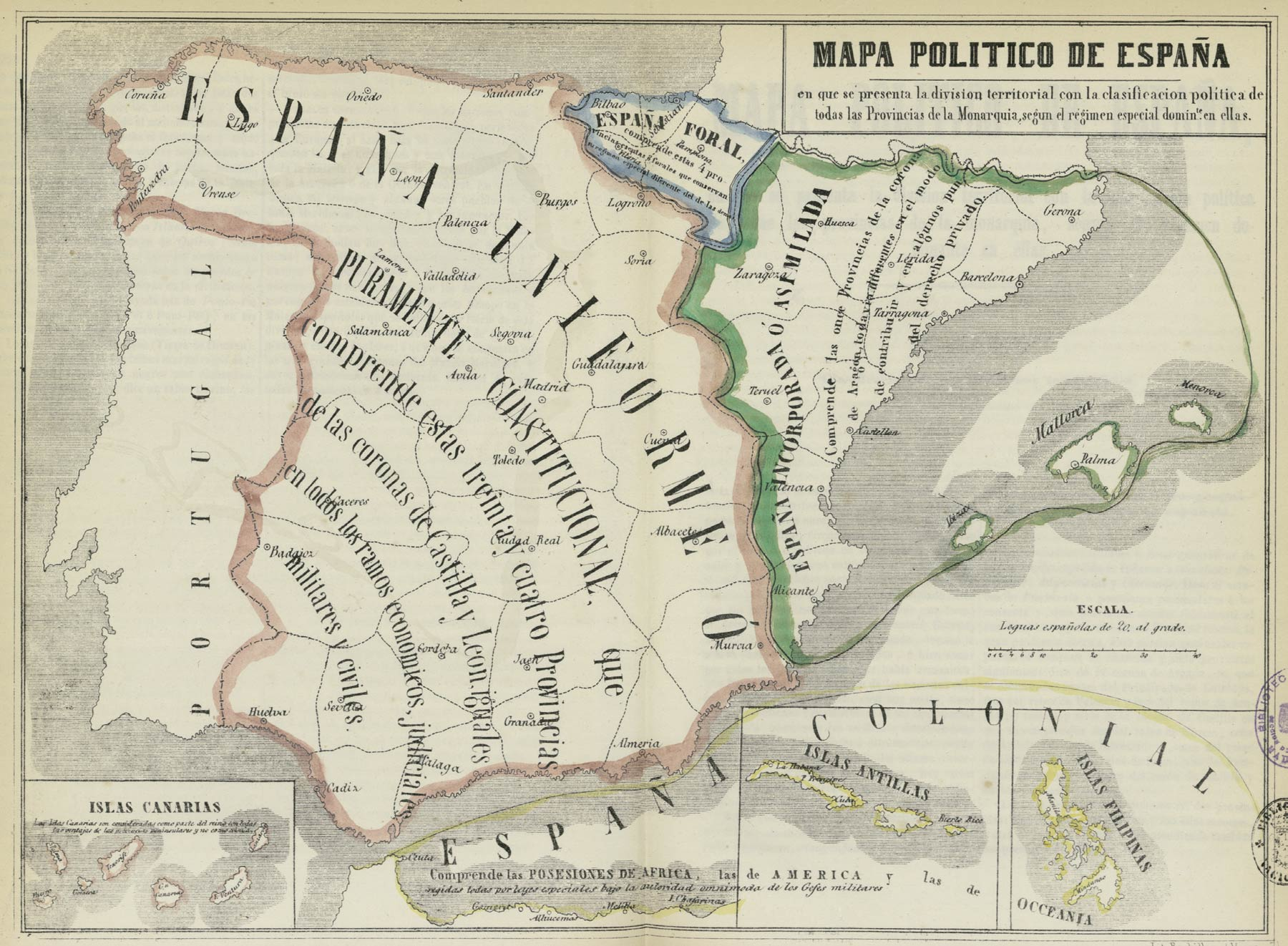
إسبانيا في 1854. تظهر الخريطة المناطق المتبقية ولها قوانين وضرائب ونظم عسكرية مختلفة بعد الحرب الكارلية الأولى، إلا أنها انضوت تحت نظام موحد في الدولة الإسبانية بعد الحرب الكارلية الثالثة (1876)

وضعت اتفاقية برغارا (أغسطس 1839) حدا للحرب في مناطق الباسك. فتمكنت الباسك من الاحتفاظ بنسخة مخفضة من حكمها السابق (الضرائب والخدمة العسكرية) مقابل دمجها النهائي في إسبانيا (أكتوبر 1839)، بحيث أضحت مركزية وانقسمت إلى مقاطعات.
عزز قانون أكتوبر 1839 أيضا في نافار، ولكن الأحداث اخذت منعطفا غير متوقع في مدريد عندما ارتقى الجنرال بالدوميرو إسبارتيرو بدعم من التقدميين في اسبانيا. فأضحى رئيسا للوزراء في 1840 ووصيا على العرش. فازدهرت البرجوازية المالية والتجارية، إلا أن خزينة الدولة بعد الحرب الكارلية قد استنزفت وبدأ الجيش بالإتجاه نحو التخفيف من جنوده.
وفي 1841 وقع مسؤولين من مجلس نافار معاهدة منفصلة (حل وسط) بدون موافقة إلزامية من برلمان المملكة (كورتيس)، وأطلق عليه لاحقا قانون التسوية [الإسبانية] حيث فرض المزيد من التقييدات للحكم الذاتي، والأهم من ذلك تحول مملكة نافار رسميا إلى مقاطعة إسبانية (أغسطس 1841).
وظهرت انتفاضة مناهضة لإسبارتيرو في سبتمبر 1841، إلا أنها فشلت فكانت تبعات الفشل هو الاحتلال العسكري للبلاد الباسك، ثم الغي بعدها مرسوم حكم الباسك تماما، مما أدى بالتالي نقل جمارك إيبرو إلى البرانس والساحل. وقد اجتاحت المنطقة موجة من المجاعة، فاضطر الكثيرون من سكان البرينيه الباسكية إلى الهجرة إلى أمريكا. وانتهى نظام إسبارتيرو سنة 1844 مع بداية حكم المحافظون المعتدلون، وتم التوصل إلى تسوية في مقاطعات الباسك.